# NGC 3864
NGC 3864是一个位于狮子座的螺旋星系，距离地球3.3亿光年，1884年3月23日由讓·瑪里·愛德華·史提芬发现，属于獅子座星系團。